# Pressió parcial
La pressió parcial es defineix tant per a gasos ideals com per a no ideals, i és la pressió que exerciria un gas d'una mescla de gasos si només ell ocupés tot el volum que ocupa la mescla. Matemàticament s'expressa amb la següent relació:
{\displaystyle P_{i}=P\ y_{i}}
on:
- pi és la pressió parcial del gas i.
- P és la pressió total de la mescla de gasos.
- yi és la fracció molar del gas i.

L'any 1801, John Dalton realitzà una sèrie d'experiments que li permeteren enunciar la llei de les pressions parcials o llei de Dalton que estableix que la pressió exercida per una mescla de gasos és la suma de les pressions parcials que exercirien cadascun d'ells si ocupassin, individualment, el volum total del recipient. Matemàticament:
{\displaystyle P=p_{1}+p_{2}+p_{3}+\ldots }